# Circuito radiofonico
Un circuito radiofonico è un gruppo di emittenti radiofoniche distribuite su un ampio territorio che uniformano il proprio prodotto in alcune ore del giorno.
Ogni circuito radiofonico in FM ha un'emittente capofila (che produce i contenuti ed emana il segnale principale) e una serie di affiliati che ripetono quanto trasmesso dalla capofila.
Esempi di circuiti radiofonici in Italia sono: Circuito Radio Sette, LatteMiele, Radio Cuore, Popolare Network, CNR Media.